# Fenrisulven
Fenrir (norrønt: "kær-boer"), Fenrisulven (norrønt: Fenrisúlfr: "Fenrirs ulv"), ofte blot forkortet til Fenris på dansk, også kaldet Hrodvitner (norrønt: Hróðvitnir: "berømt videne") og Vánagandr (norrønt for "Floden Vons uhyre") eller Vanargand, er en overnaturlig kæmpe ulv, der omtales i den nordiske mytologi og i de andre germanske mytologier.
Loke er far til Fenrisulven og Angerboda er dens mor. Dens to søskende er Midgårdsormen og Hel, og dens to halvsøskende er Vale og Narfe. Fenris, Hel og Midgårdsormen skal ifølge Vølvens spådom slås mod og slå nogle af de stærkeste aseguder ved Ragnarok.
Fenrisulven voksede op i Asgård. I starten var den lille og ufarlig, men den voksede hurtigt til overnaturlig størrelse og skræmte aserne. Til sidst blev de enige om at den skulle bindes, så de kunne styre den. Desværre kunne det ikke ske med ulvens gode vilje og ingen aser turde efterhånden tvinge den. De fik fremstillet kæden Lødig til at tøjre den med, og de overtalte ulven til at prøve kæden for at se hvor stærk den var. Fenrisulven sprængte kæden med lethed, og de fik herefter fremstillet kæden Drome. Igen måtte guderne udfordre ulven til at se, om den kunne komme ud af kæden, og endnu engang kunne Fenrisulven ødelægge den.
Herefter fik de dværgene til at smede den magiske kæde Gleipner, som blev gjort af fiskenes ånde, fuglenes spyt, bjørnenes sener og bjergenes rødder, kattepoters larm og kvindeskæg. Kæden var ganske tynd, så da guderne igen udfordrede Fenrisulven, krævede den at Tyr lagde sin venstre hånd i dens mund, da ulven havde mistanke om, at noget var i gærde. Da kæden strammede, og Fenrisulven ikke kunne komme fri, bed den Tyrs hånd af.
Fenrisulven står nu bundet i en hule ved Amsvartner i Jotunheim. Indtil Ragnarok hyler ulven af raseri i hulen. Guderne satte et sværd på tværs i gabet på den rasende ulv for at forhindre, at den snappede efter dem. Fenris kan derfor ikke lukke munden og fra fråden der står ud af dens gab dannes den rivende flod Von, der løber gennem Jotunheim.
Vidar, Víðarr, ('Den vidt herskende'), søn af Odin og jættekvinden Grid. Han skildres i en række eddadigte og i Snorres Edda som stor, stærk og tavs. Han dræber i Ragnarok sin fars banemand, Fenrisulven. Hos Snorre sætter Vidar sin fod, der er bundet ind i læderstrimler, i ulvens gab og brækker dens kæber fra hinanden. Han overlever Ragnarok sammen med sin halvbror Vale og Thors sønner Modi og Magni. De fire er hævnere og repræsenterer ungdommens styrke, der skal føres videre i den nye verden.
Hans sko er interessant. Det er en "jernsko", der er blevet til ved hjælp af de læderstrimler, som mennesker til alle tider har skåret fra deres sko for tåen eller hælen og sørget for at kaste bort. Som et kollektivt offer til aserne, kunne man måske tilføje. Dvs. at menneskene er med i kampen mod de kosmologiske kaosmagter gennem deres offerhandlinger og traditioner.
Historien om Tyr og Fenrisulven findes i Gylfaginning i den yngre Edda. Den omtales i Lokes skænderi i den ældre Edda